# Masseskyderi i moske i Quebec
Et masseskyderi fandt sted den 29. januar 2017 i en moske i nærheden af Québec by i delstaten Québec. Seks mennesker blev dræbt og nitten såret, da en enlig pistolmand åbnede ild efter aftenbønnen. Det raporteres at omkring 40 personer var til stede på tidspunktet for skyderiet. Mange mennesker er rapporteret at være blevet såret, og to mistænkte er blevet anholdt, men den ene blev kort efter løsladt.
Den mistænkte er 27-årige Alexandre Bissonnette, en studerende ved Université Laval. Han var ikke tidligere kendt af politiet, og han havde ikke andet end trafikforseelser på sin straffeattest. Folk, der kendte ham har udtalt at han har udtrykt støtte til Marine Le Pen og Donald Trump, og har givet udtryk for nationalistiske og anti-muslimske synspunkter. 
Den mistænkte gerningsmand er blevet sigtet for seks mord. Premierminister Justin Trudeau har omtalt skyderiet som et terrorangreb, men Bissonnette er ikke blevet sigtet for terrorisme.

## Baggrund
Der har været en langvarig debat i Québec om, hvordan man skal integrere den voksende muslimske befolkning i det stort set sekulære samfund, og en stigning i islamofobiske hændelser i de foregående par år.
Det islamiske kulturcenter i Québec by, også kendt som "Grande Mosquée de Québec", ligger i byens Sainte-Foy-regionen i den vestlige udkant, og er en af flere moskeer i byen. Moskeen ligger tæt på "Université Laval", der har mange internationale studerende fra fransktalende afrikanske lande med muslimsk flertal. Under ramadanen i juni 2016, var moskeen mål for en hadforbrydelse, da et grisehoved blev efterladt uden for moskeen. Denne hændelse fik moskeen til at installere CCTV overvågningskameraer.
Québec by har en lav kriminalitet; i 2015, var der kun to mord i byen.

## Skydningen
Ifølge vidner på stedet trådte pistolmanden iført enten en hætte eller en skimaske ind i moskeen kort efter,at de planlagte bønner kl. 19:30 begyndte. Han begyndte at skyde på dem, der opholdt sig i moskeen efter bønnen omkring kl 19:55, da de første opkald til politiet blev foretaget. 

### Tabene
I den første pressekonference, som Sûreté du Québec, Québec-provinsens politi afholdt, blev oplyst, at 6 mennesker blev dræbt og 8 blev såret i skyderiet, foruden yderligere 39 mennesker, der ikke blev skadet. Men de bekræftede ikke andre detaljer om angrebet. The University of Québec Hospital Centers talskvinde Genevieve Dupuis sagde senere, at i alt 17 mennesker blev såret i angrebet, herunder 5, der er i kritisk tilstand. De døde omfatter to algiere, en tuneser, en marokkaner og to født i andre afrikanske lande.
| Land           | Døde | Skadede        | Ref    |
| -------------- | ---- | -------------- | ------ |
| Algeriet       | 2    | Ukendt         | [ 20 ] |
| Tunesien       | 1    | Ukendt         | [ 20 ] |
| Marokko        | 1    | Ukendt         | [ 20 ] |
| Afrika (andre) | 2    | Ukendt         | [ 20 ] |
| Ukendt         | 0    | 17             | [ 20 ] |
| Total          | 6    | 17 (5 kritisk) | [ 20 ] |

## Efterspil
Politiet afspærrede området og lukkede broen til Île d'Orléans, mens de søgte efter de mistænkte. To mistænkte blev anholdt af politiet. En af de mistænkte blev anholdt ved moskeen, den anden efter en forfølgelse, der endte nær Île d'Orléans. Politiet udelukkede oprindeligt ikke eksistensen af en tredje medvirkende men sagde senere, at der var kun to. Politiet udtalte senere at kun den ene var mistænkt, samt at den anden blev løsladt og blot var et vidne.
Den sårede blev transporterede til forskellige hospitaler i Québec City, som L'Hôpital de l'Enfant-Jésus og Centre hospitalier de l'Université Laval. Politiet begyndte at behandle angrebet som en terrorhandling på 22:00 og aktiverede SGPCT-protokollen om at overgive kontrollen af undersøgelsen til det provinsielle Integrated National Security Enforcement Team - en fælles anti-terror taskforce bestående af Montreals politi, Sûreté du Québec, og Royal Canadian Mounted Police. Klokken 22:40 erklærede politiet situationen som værende under kontrol med bygningen sikret og beboerne evakuerede.
Philippe Pichet, chefen for Montreals politi, og Maxime Pedneaud-Jobin, borgmester i Gatineau, tilkendegav begge, at man ville øge sikkerheden omkring de lokale moskeer. Martin Coiteux, den provinsielle offentlige sikkerhedsminister, sagde, at religiøse bygninger i provinsen ville blive beskyttende overvåget, heraf dem i hovedstaden af Québec City politi.